# Starohorský potok (přítok Bystrice)
Starohorský potok je potok v severní části okresu Banská Bystrica, je to levostranný přítok Bystrice, měří 17,4 km a je tokem IV. řádu. Vytváří Starohorskou dolinu. Je vodohospodářsky významným tokem, u obce Motyčky byla vybudována údolní vodní nádrž s elektrárnou. Nad obcí Staré Hory je také vodní elektrárna.

## Pramen
Pramení na okraji Velké Fatry na jižním úpatí vrchu Zvolen (1402,5 m n. m.), na území obce Donovaly, v nadmořské výšce kolem 1060 m n. m.

## Průběh toku
Od pramene po osadu Jergaly na teče jihozápad, odtud k obci Staré Hory více na západojihozápad, nakonec na jih.

## Geomorfologické celky
Na horním toku vytváří hranici mezi Velkou Fatrou na severu (podsestavy Zvolen a Hôľna Fatra) a Starohorskými vrchy na jihu, na dolním toku teče ve Starohorských vrších

## Přítoky
- Pravostranné: z Mackovy doliny, Chladná, z Hornojelenské doliny, Ramžiná, přítok (455,9 m n. m.) zpod Japeně (1 154,4 m n. m.), z oblasti Zadního Japeně, z Andrášovy doliny
- Levostranné: od Hrubého vrchu (1169,4 m n. m.), z Bukovské doliny, Jelenský potok, přítok z doliny Haliar, Richtársky potok, Zelená, Zlatý potok a přítok od Končitého vrchu (796,4 m n. m.)

## Ústí
Do Bystrice v severní části katastrálního území města Banská Bystrica (u městské části Uľanka) v nadmořské výšce kolem 410 m n. m.

## Obce
- Donovaly s osadou Sliačany
- Motyčky s osadami Jergaly a Štubne
- Staré Hory s osadami Horný (okrajem) a Dolný Jelenec, Stará Píla a Polkanová
- Město Banská Bystrica, konkrétně okraj městské části Uľanka